# Jersey Boys
Jersey Boys je americký hudební film z roku 2014. Film byl inspirován stejnojmenným muzikálem autorů Marshalla Brickmana a Ricka Elice, kteří jsou rovněž autory scénáře tohoto filmu. Snímek vypráví příběh hudební skupiny The Four Seasons. Ve filmu hrají například Vincent Piazza, Erich Bergen nebo John Lloyd Young, který si zahrál i v původním muzikálu. Film se odehrává od padesátých do sedmdesátých let a znovu krátce v devadesátých. Režisérem snímku je Clint Eastwood a premiéru měl 5. června 2014 na filmovém festivalu v Sydney.